# Veratrum
Veratrum es un género de hierbas perennes venenosas de la familia Melanthiaceae. Los miembros de Veratrum son conocidos en Occidente y en China como hierbas tóxicas que deben ser usadas con gran precaución. Esta es una de las hierbas de la Medicina tradicional china ("Li Lu") citada como incompatible con otras muchas hierbas comunes a causa de su potentísimo efecto. Comprende 20 especies descritas y de estas, solo 4 aceptadas.

## Taxonomía
El género fue descrito por Nicholas Edward Brown y publicado en Journal of Botany, British and Foreign 66: 141. 1928. La especie tipo es: Dicrocaulon pearsonii N.E. Br. 
Etimología
Veratrum: nombre genérico que deriva del latín y significa "raíces oscuras" y también el antiguo nombre de Helleborus.

## Especies aceptadas
A continuación se brinda un listado de las especies del género Veratrum aceptadas hasta julio de 2015, ordenadas alfabéticamente. Para cada una se indica el nombre binomial seguido del autor, abreviado según las convenciones y usos.
- Veratrum albiflorum Tolm.
- Veratrum album
- Veratrum alpestre Nakai
- Veratrum anticleoides (Trautv. & C.A.Mey.) Takeda & Miyake
- Veratrum californicum Durand
- Veratrum chiengdaoense K.Larsen
- Veratrum dahuricum (Turcz.) O.Loes.
- Veratrum dolichopetalum O.Loes.
- Veratrum fimbriatum A.Gray
- Veratrum formosanum O.Loes.
- Veratrum grandiflorum (Maxim. ex Miq.) O.Loes.
- Veratrum insolitum Jeps.
- Veratrum longibracteatum Takeda
- Veratrum maackii Regel
- Veratrum mengtzeanum O.Loes.
- Veratrum micranthum F.T.Wang & Tang
- Veratrum nigrum
- Veratrum oblongum O.Loes.
- Veratrum oxysepalum Turcz.
- Veratrum schindleri O.Loes.
- Veratrum shanense W.W.Sm.
- Veratrum stamineum Maxim.
- Veratrum stenophyllum Diels
- Veratrum taliense O.Loes.
- Veratrum versicolor Nakai
- Veratrum viride Aiton

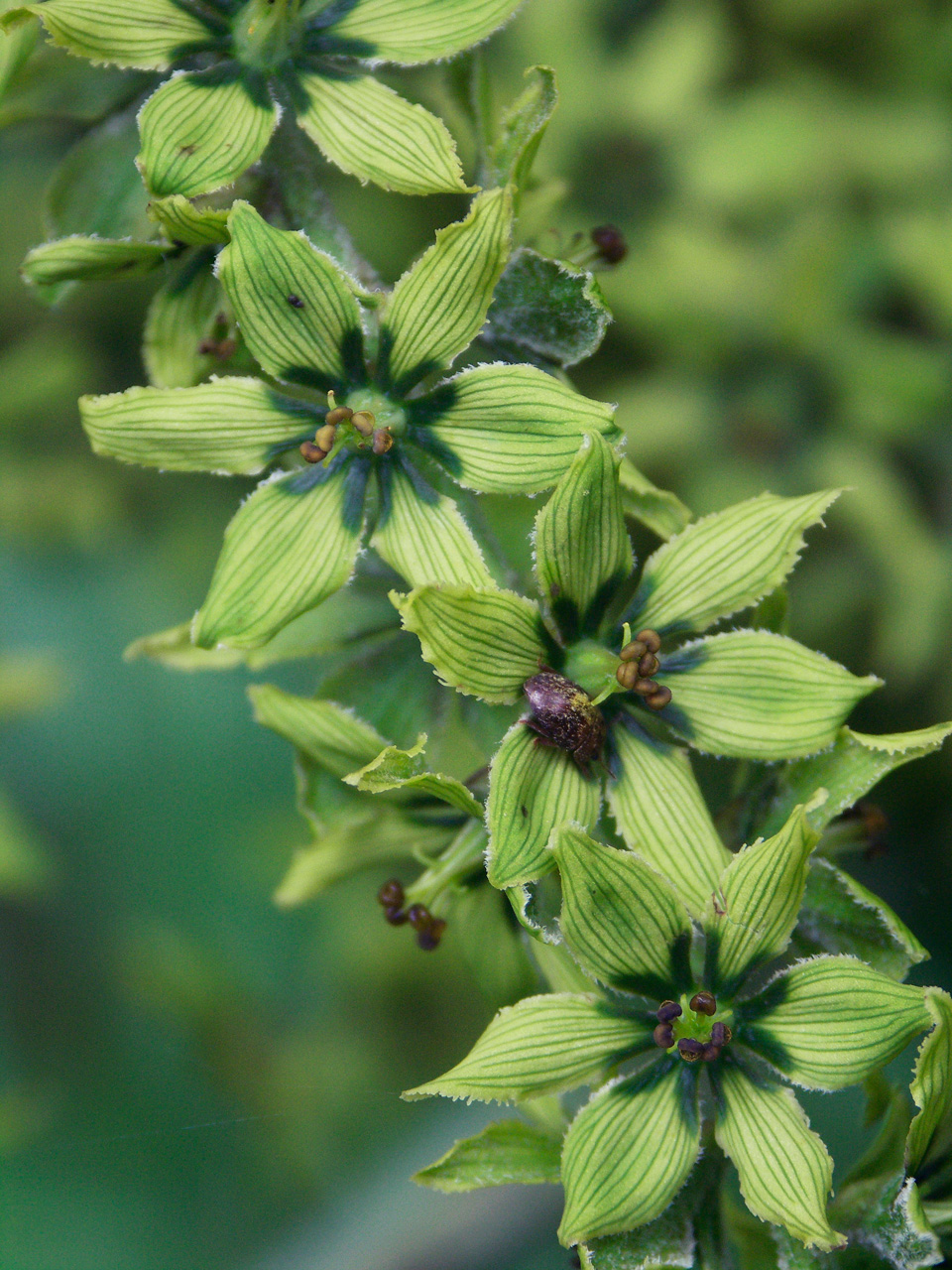
Hojas de Veratrum lobelianum
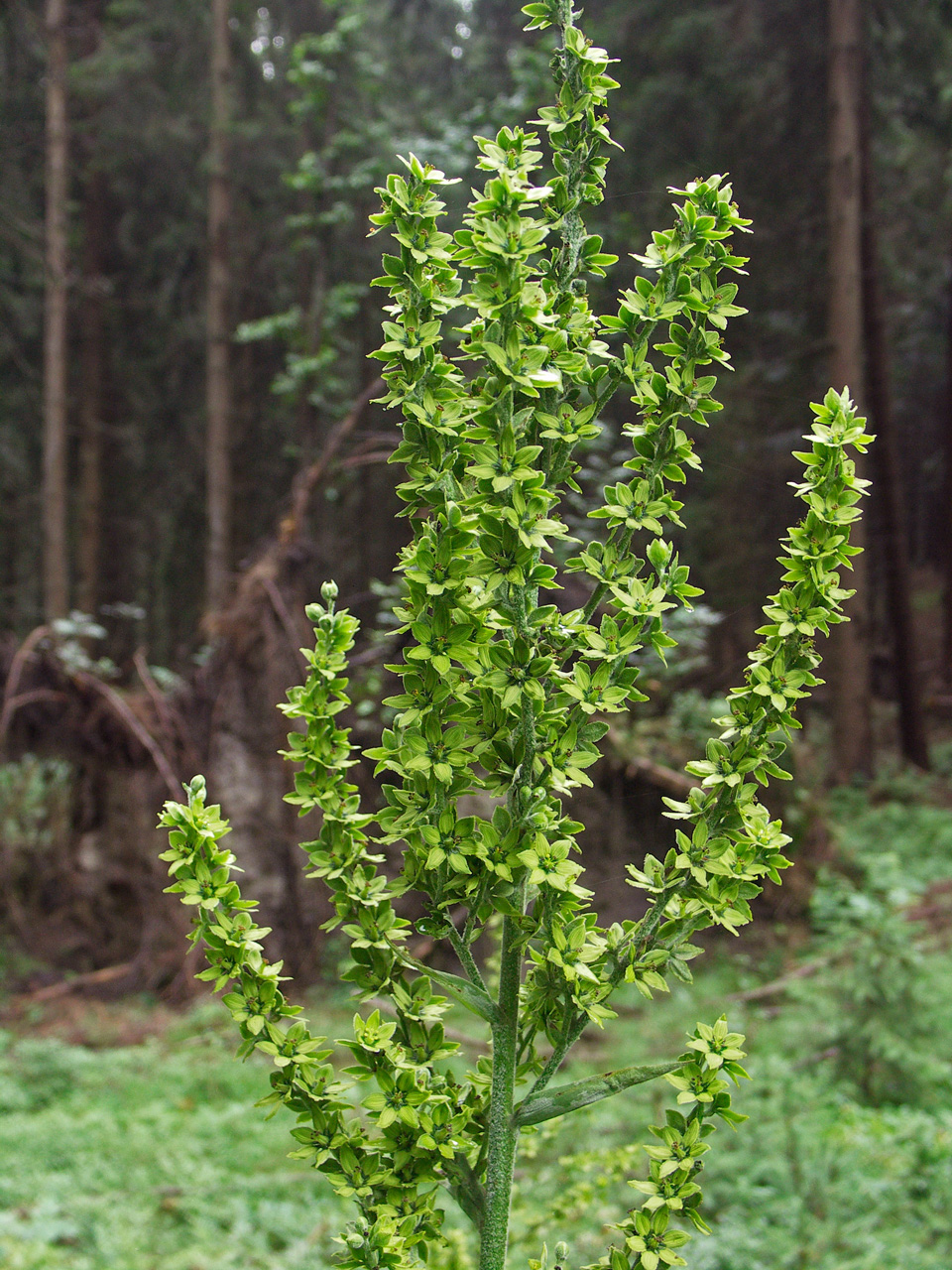
Hojas de Veratrum lobelianum
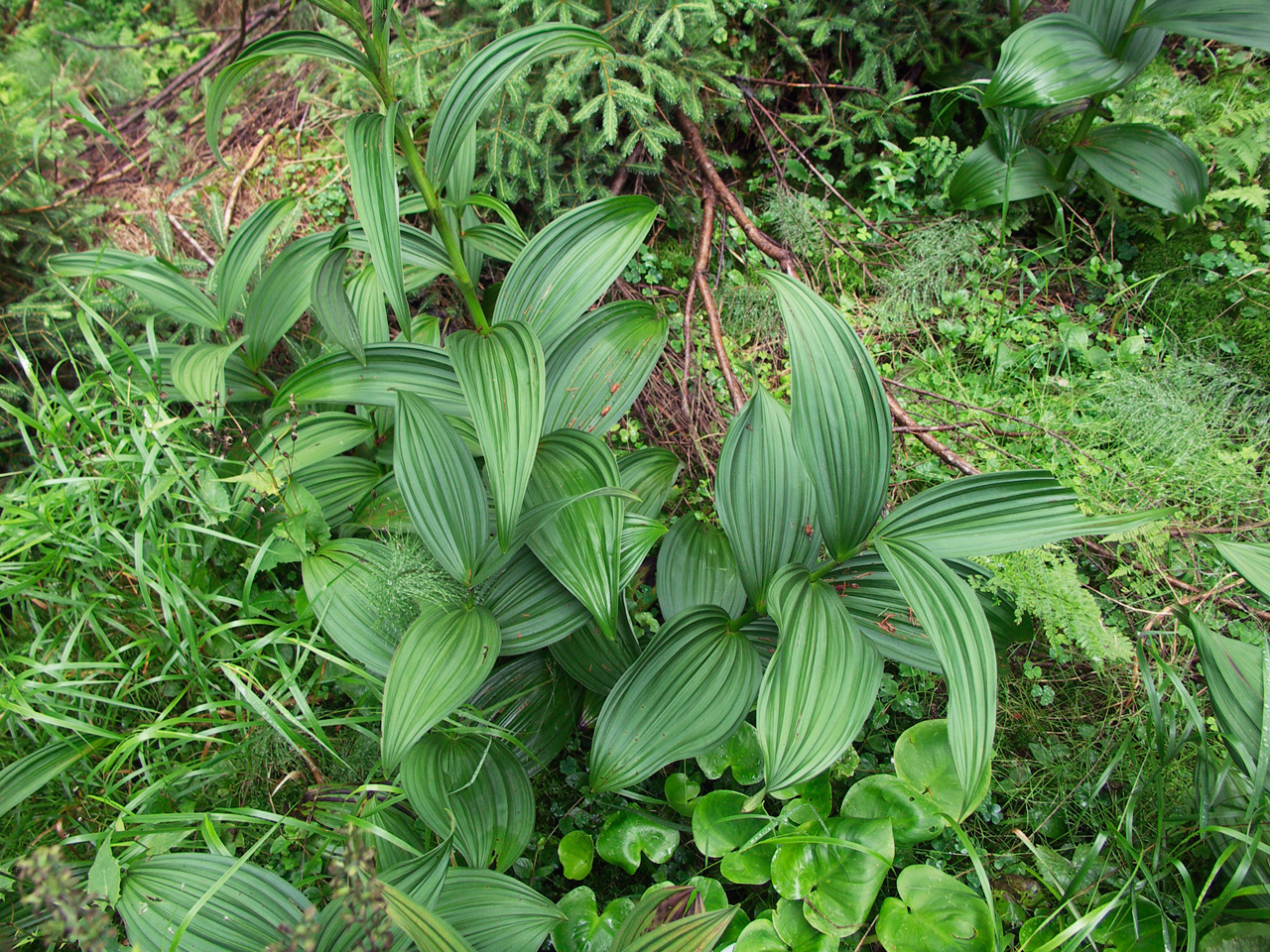
Hojas de Veratrum lobelianum